# Улица Марии Поливановой
У́лица Мари́и Полива́новой — улица в районе Очаково-Матвеевское Западного административного округа города Москвы. Проходит параллельно улице Елены Колесовой от улицы Наташи Ковшовой до Озёрной улицы.

## История

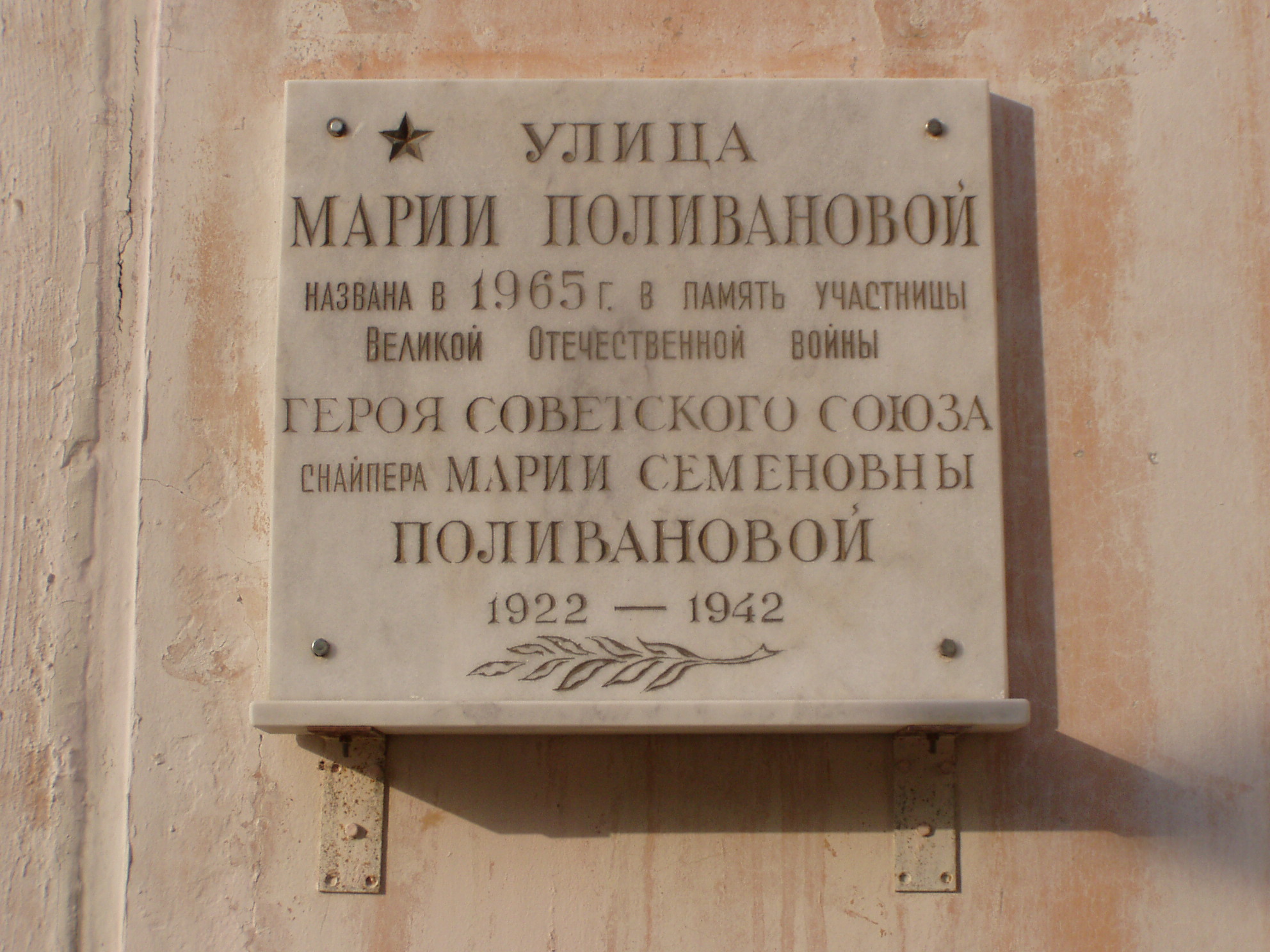
Памятная топонимическая доска на ул. Марии Поливановой

В пос. Очаково называлась ул. Калинина; после присоединения к Москве для устранения одноимённости в 1965 переименована в честь Героя Советского Союза, снайпера Марии Семёновны Поливановой (1922—1942), которая жила в районе этой улицы.

## Здания и сооружения
По обеим сторонам улица застроена жилыми домами в основном в 1940-е—1970-е годы. В начале улица от улицы Наташи Ковшовой до Большой Очаковской (западная часть) имеет вид эспланады (бульвара).

## Достопримечательности
- Детская музыкальная школа имени М.Таривердиева.

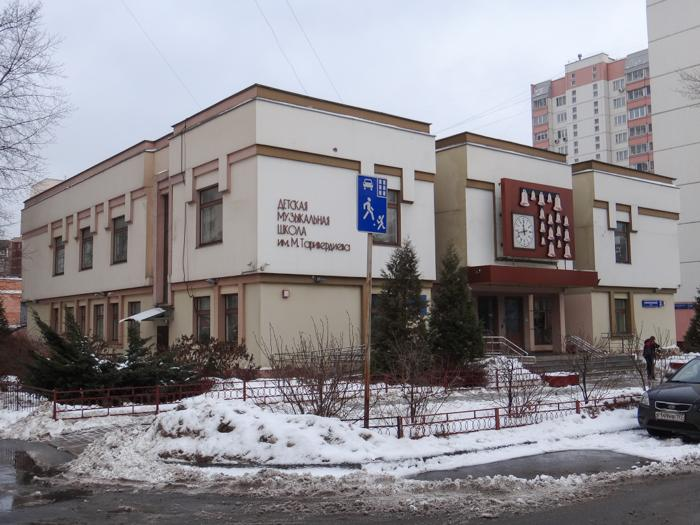
Детская музыкальная школа имени М. Таривердиева

## Транспорт
- Станция метро «Озёрная».
- Станция МЦД «Очаково» (100 м).
- По улице городской общественный транспорт не проходит. От станции метро «Озёрная», далее автобусы 120, 329, 699, с17 до остановки «Улица Марии Поливановой» или автобусы 226, 630 до остановок «Культурный центр "Дельфин"» и «Улица Озёрная, 17».

## Галерея

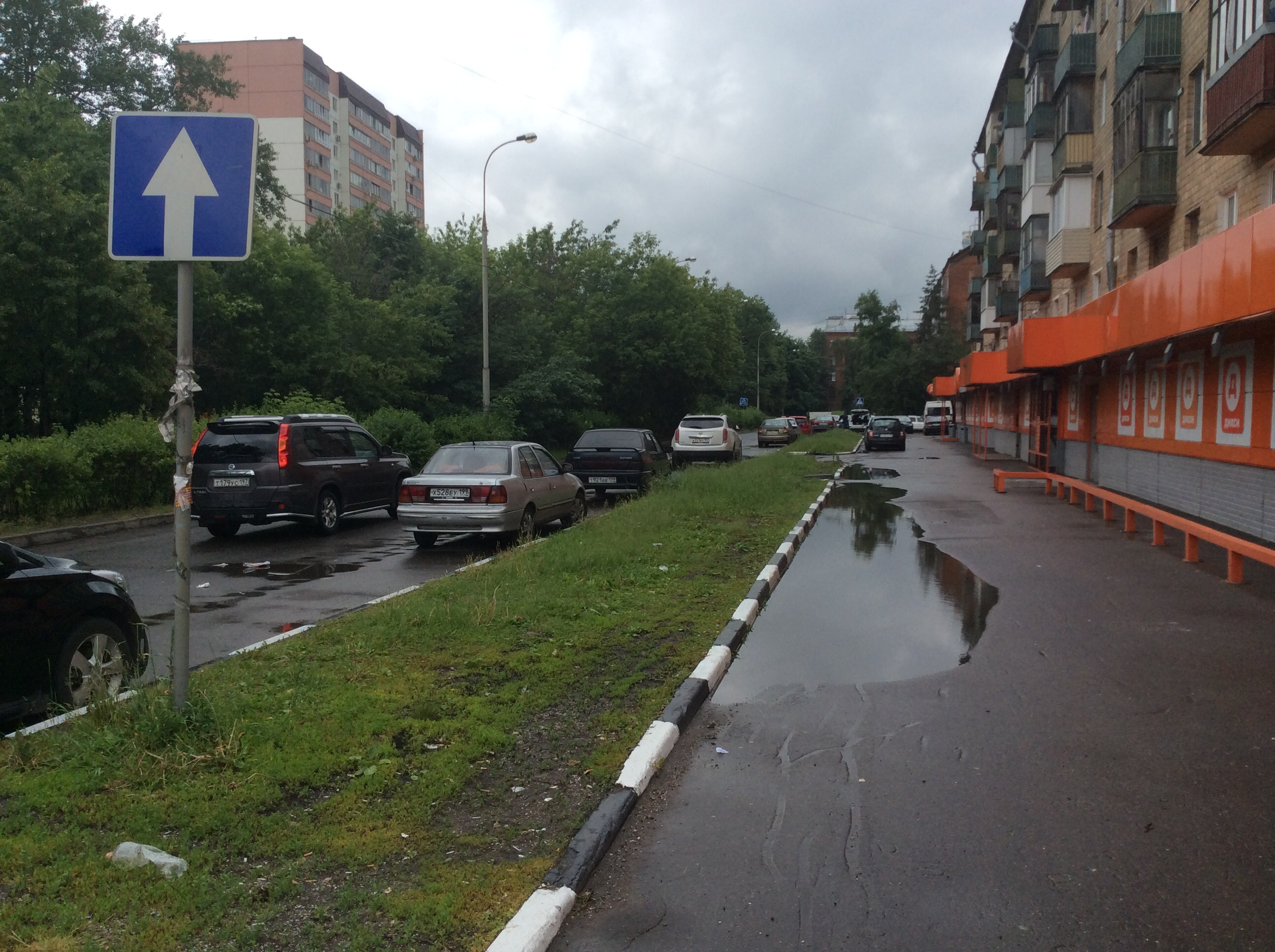
Справа — магазин "Дикси", 2/19.
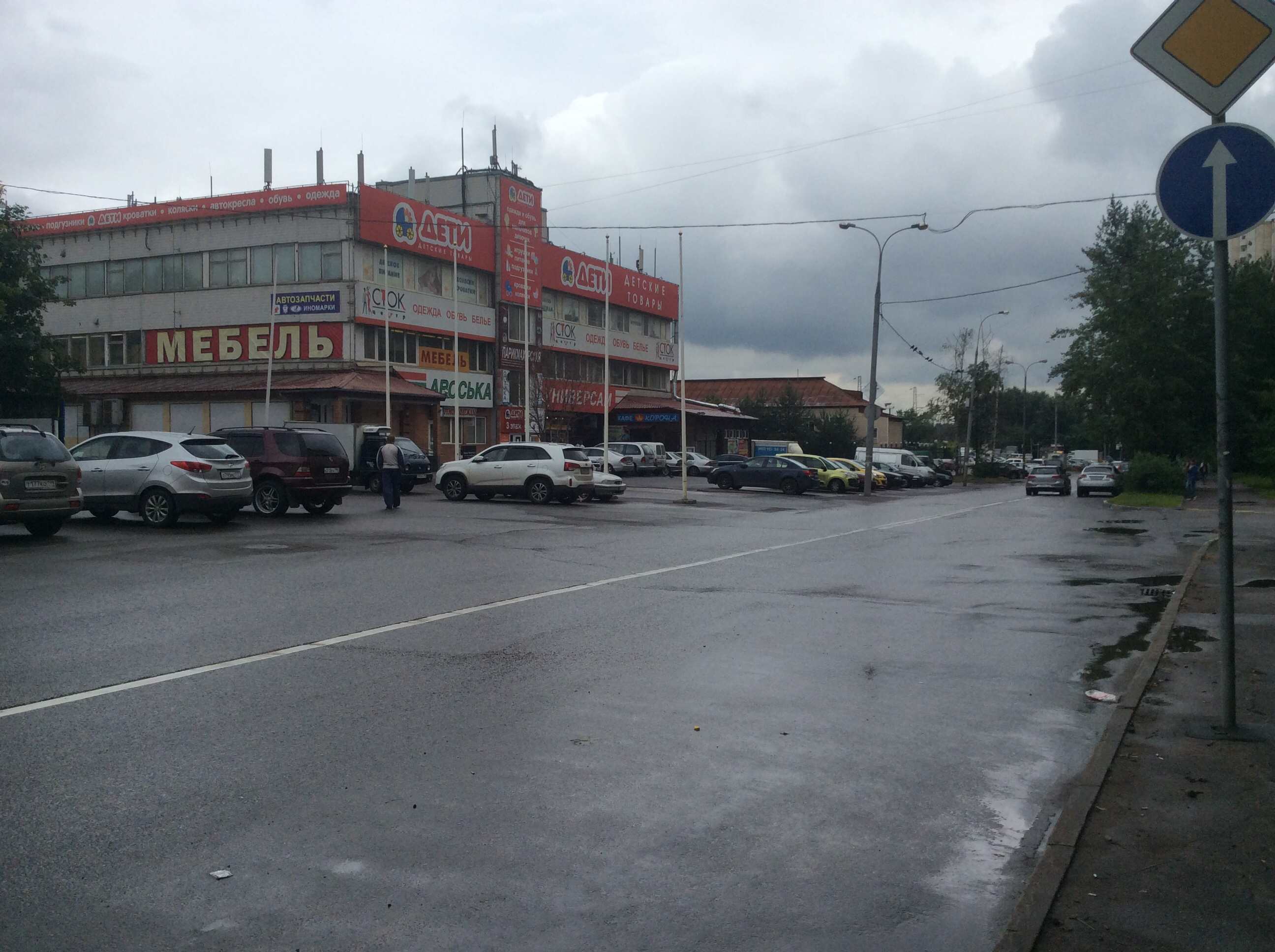
Пересечение с улицей Наташи Ковшовой.
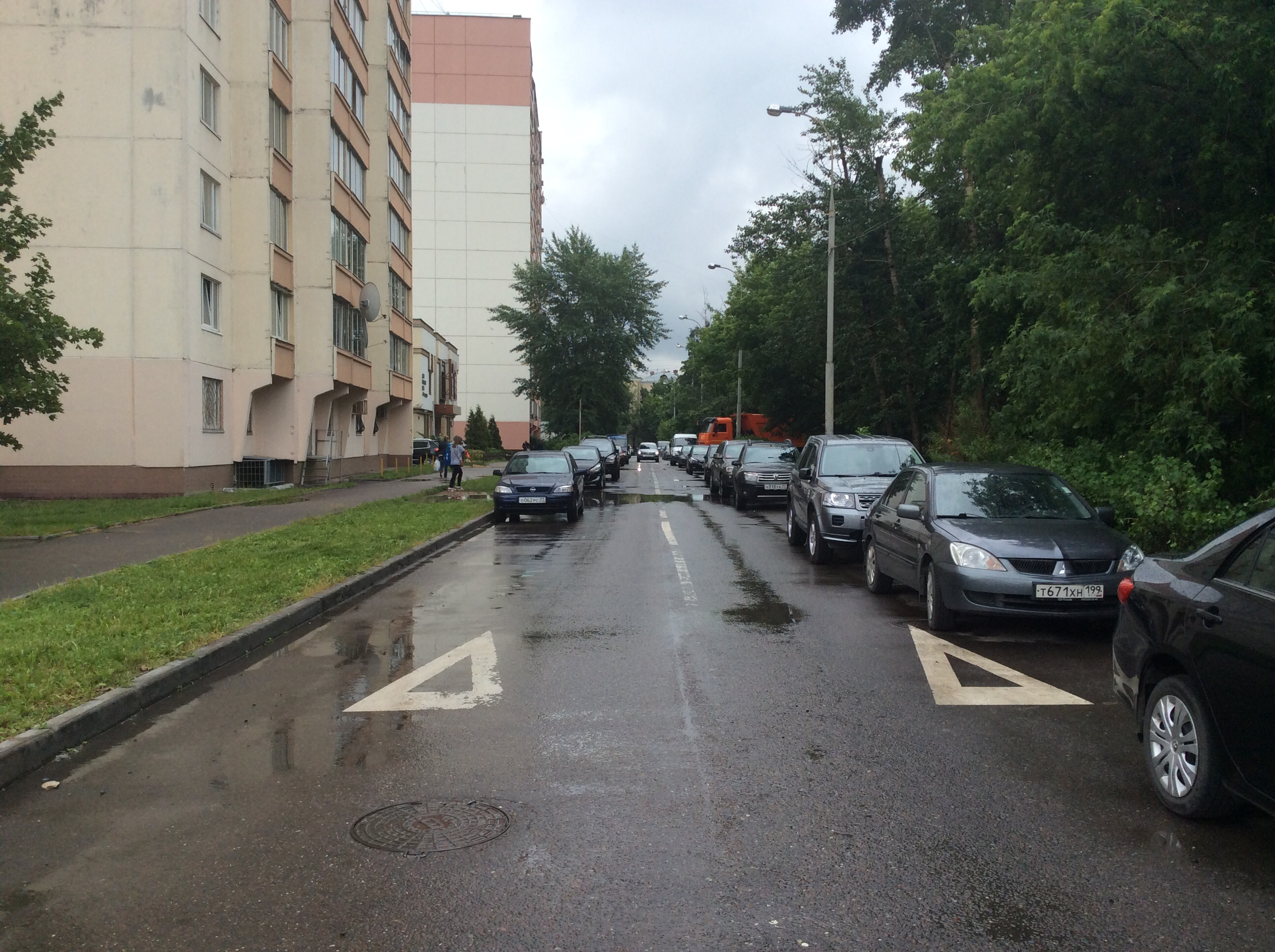
Аллея (справа).
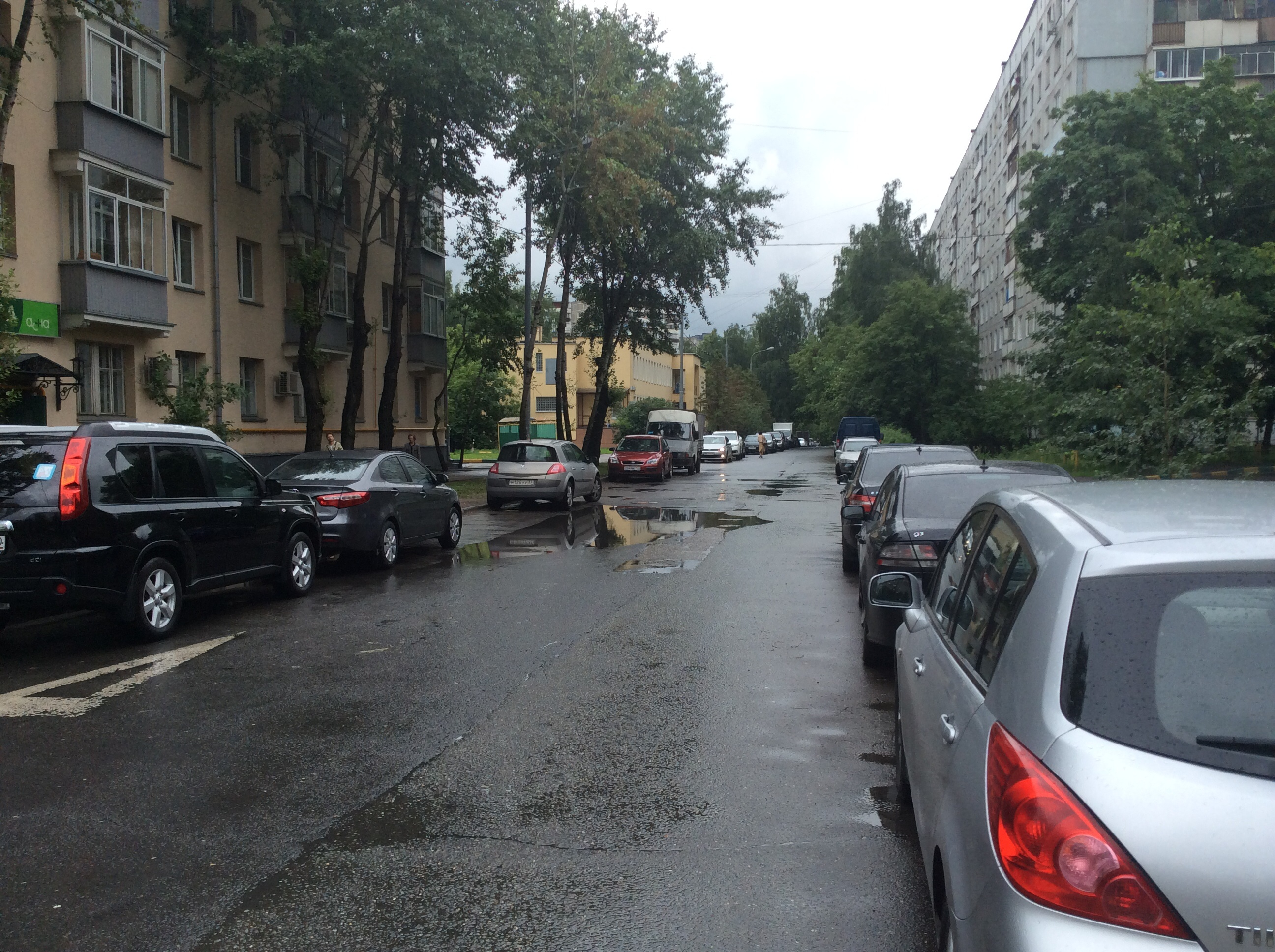
Слева — дома 7, 9.
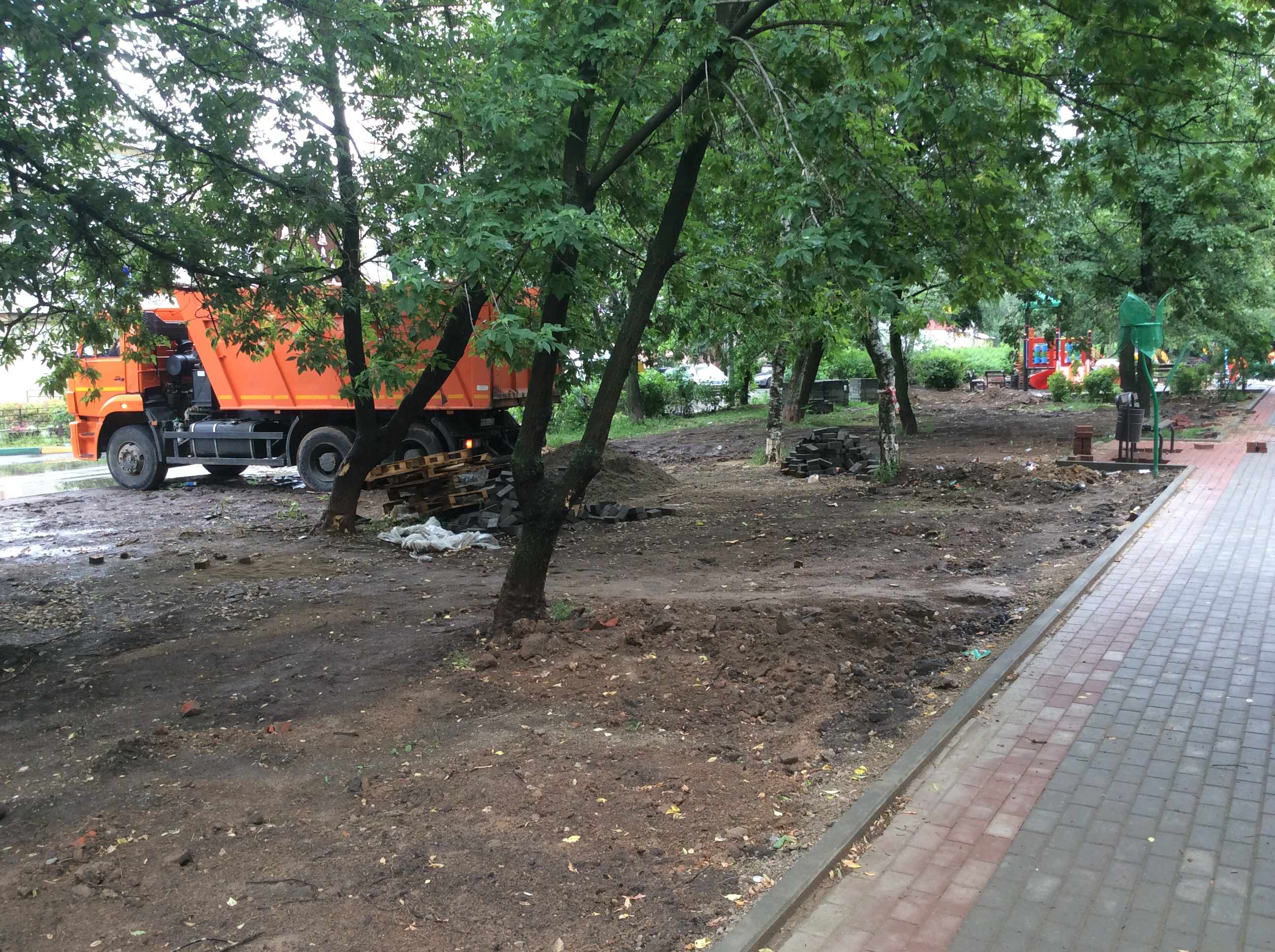
Бульвар, работы по благоустройству.
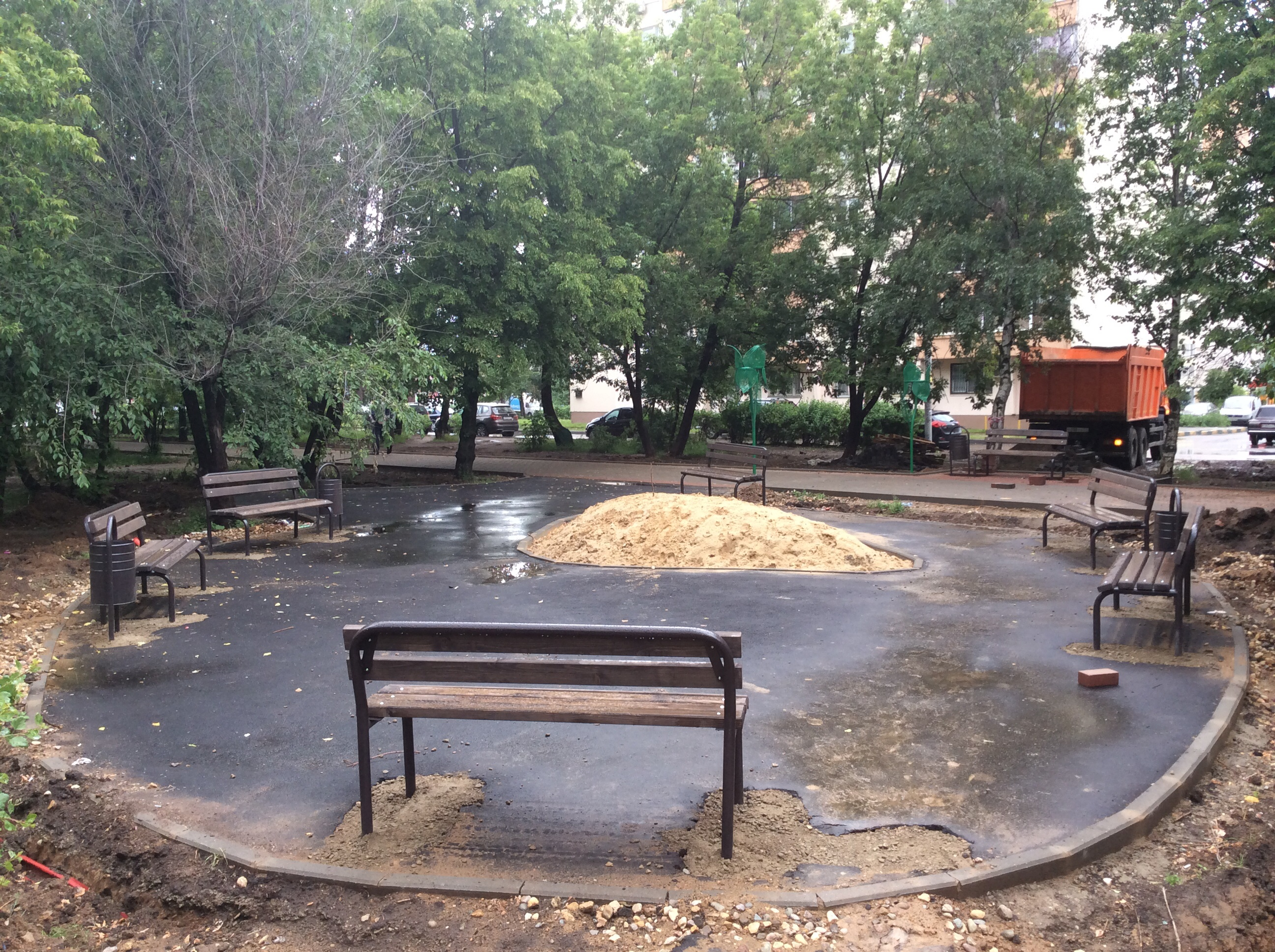
Бульвар, работы по благоустройству.
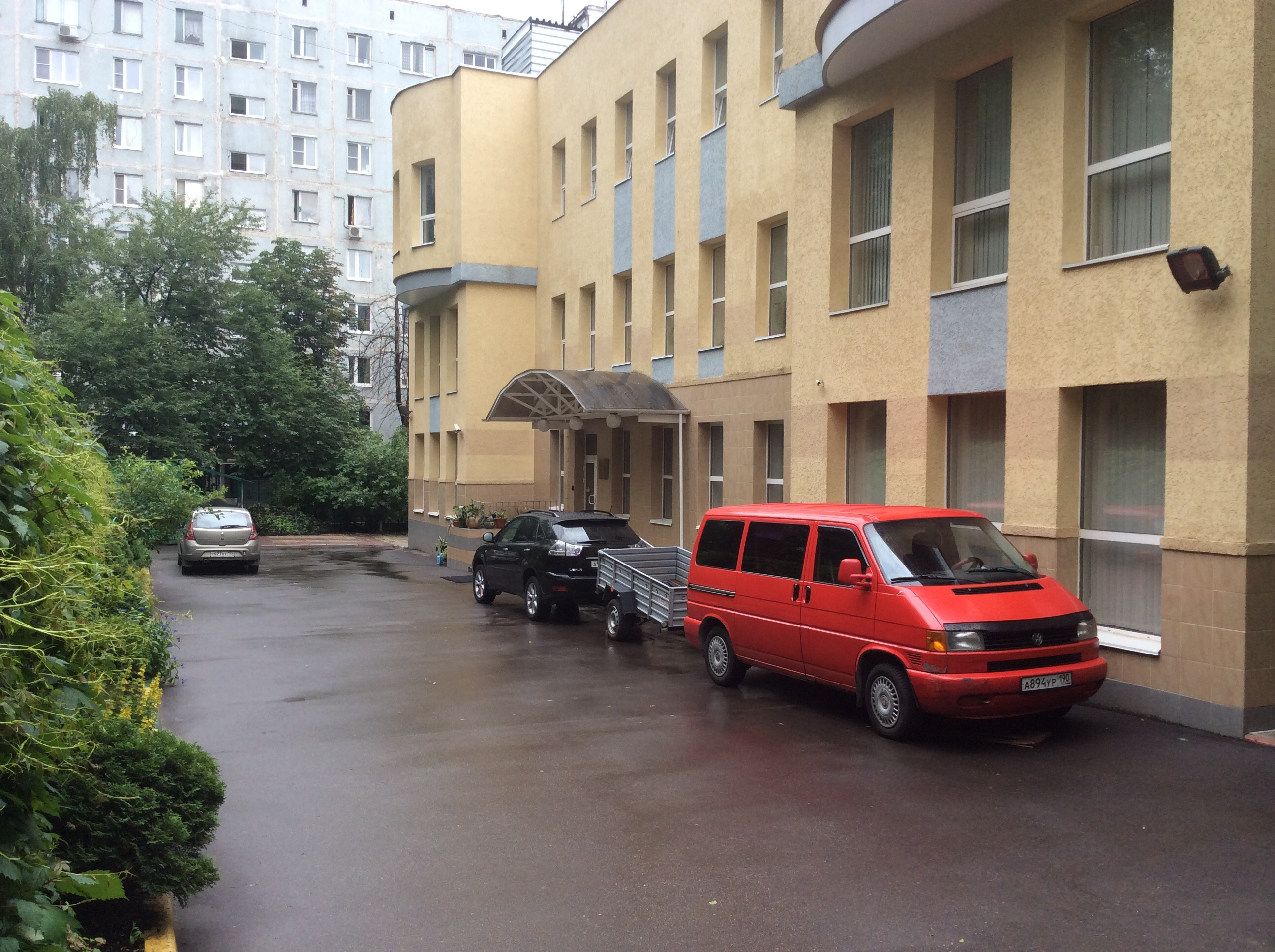
Дом 12а. Частная школа "Ступеньки".
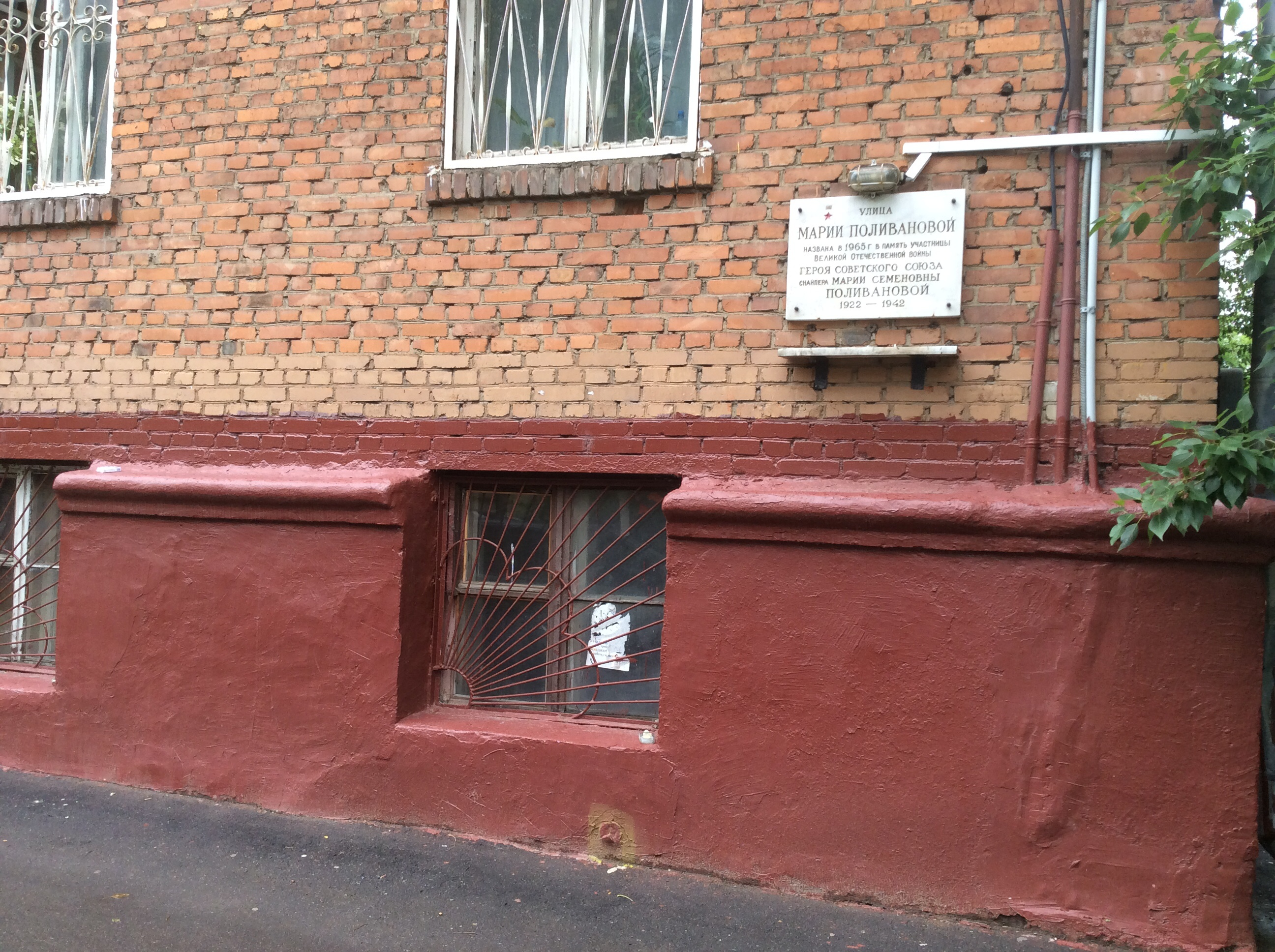
Вид на памятную доску. Большая Очаковская, д.29.
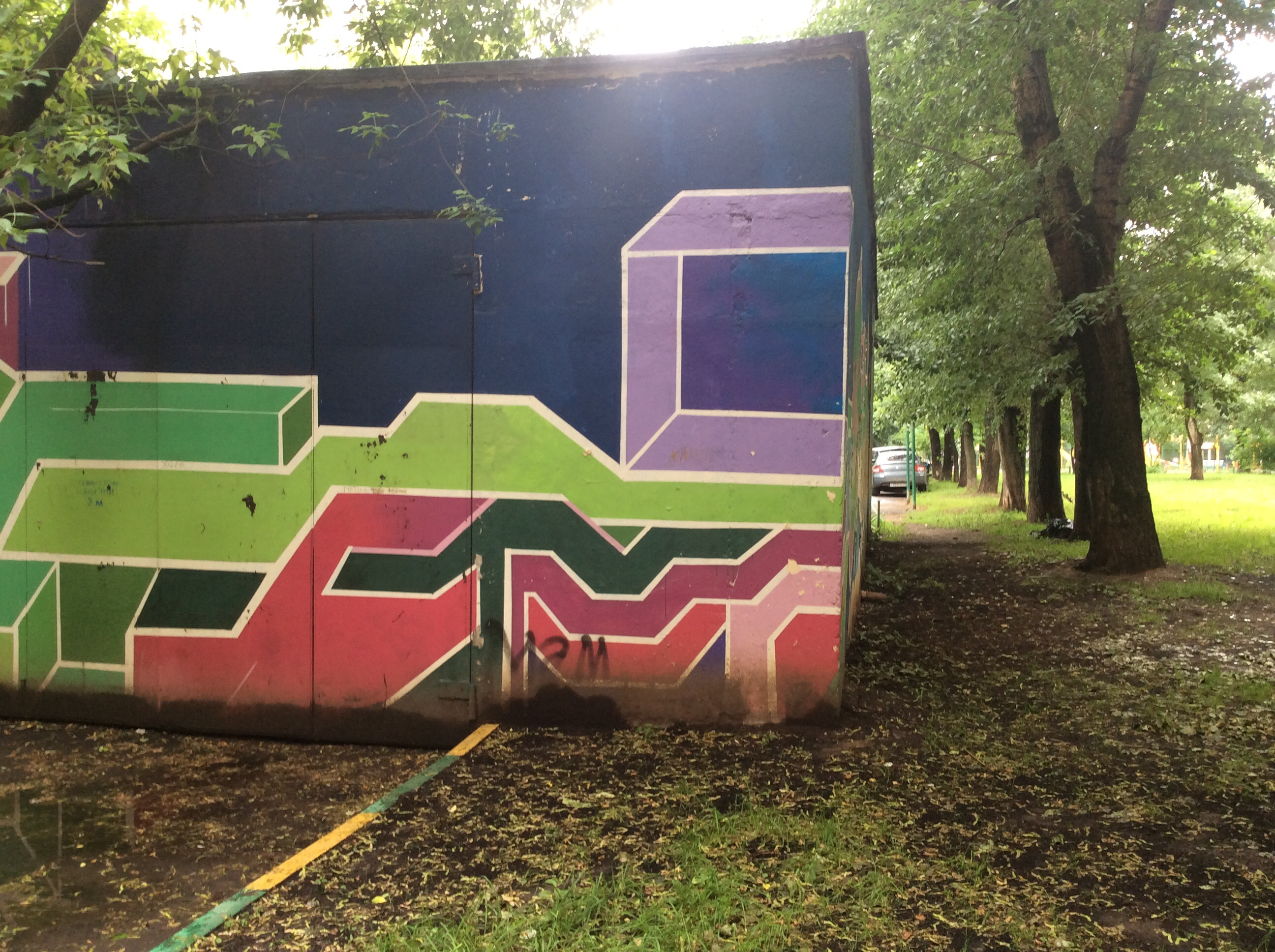
Дом 6, стр. 1.
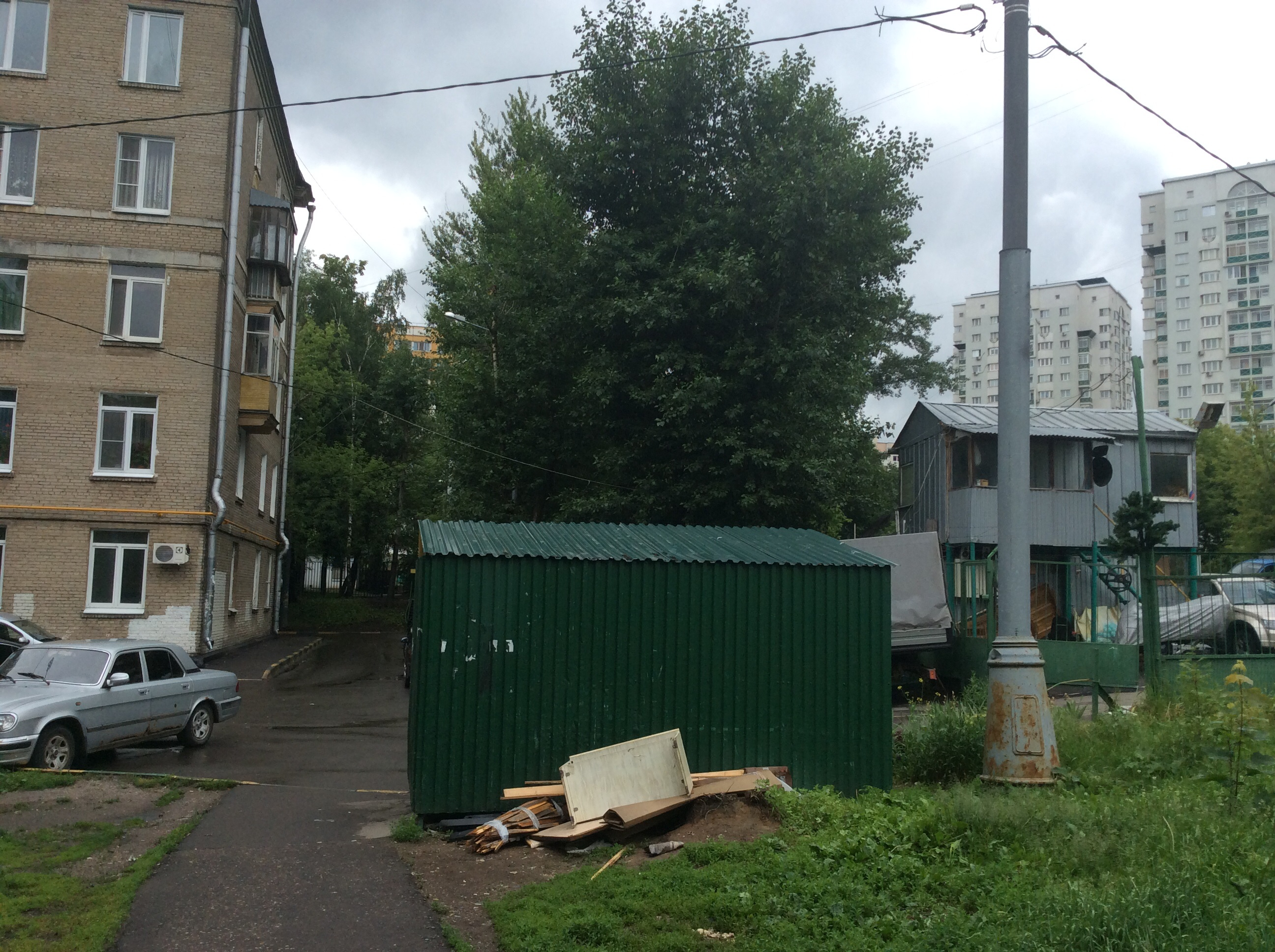
Большая Очаковская, д. 36 (слева). Около улицы Марии Поливановой.